# Новогодний
Нового́дний — хутор в Минераловодском городском округе Ставропольского края России.

## География
Расстояние до краевого центра: 112 км. Расстояние до районного центра: 20 км.

## История
Хутор основан в 1908 году. В советское время в административном отношении входил в состав Прикумского сельсовета Минераловодского района Терского округа. По данным Всесоюзной переписи населения 1926 года состоял из 37 дворов; общее число жителей составляло 176 человек (85 мужчин и 91 женщина); преобладающая национальность — малороссы.
До 2015 года входил в упразднённый Ульяновский сельсовет.

## Население
| 1925 | 1926 | 1989 | 2002 | 2010 | 2014 | 2021 |
| ---- | ---- | ---- | ---- | ---- | ---- | ---- |
| 149  | ↗176 | ↘51  | ↘40  | ↘32  | ↘30  | ↗35  |

По данным переписи 2002 года, в национальной структуре населения аварцы составляли 30 %, даргинцы — 37 %.